# Animal Crackers (film 2017)
Animal Crackers è un film d'animazione del 2017 diretto da Scott Christian Sava e Tony Bancroft con la co-regia di Jaime Maestro.
Tra i principali doppiatori troviamo Emily Blunt, Danny DeVito, John Krasinski, Ian McKellen e Sylvester Stallone.

## Trama
Nel 1962, i fratelli Bob e Horatio Huntington gestiscono un circo itinerante, rimanendo in buoni rapporti nonostante abbiano ambizioni diverse. Durante uno spettacolo a San Jose, in California, la loro partner zingara Esmerelda  presenta loro sua nipote Talia. I due fratelli s'infatuano subito di lei, ma Talia finisce gradualmente per innamorarsi di Bob, facendo infuriare Horatio. Quando viene a sapere del loro fidanzamento, Horatio intima Bob di scegliere tra lui o Talia  con cui trascorrere il resto della sua vita. Alla fine Bob decide di seguire il cuore e sposare Talia. Il giorno del loro matrimonio, Esmerelda regala agli sposi una scatola misteriosa, che permette loro di aprire un nuovo circo; il Circo degli animali fantastici di Buffalo Bob, noto per i suoi animali magici che eseguono incredibili acrobazie.
Anni dopo, il giovane nipote di Bob, Owen, si innamora di una ragazza di nome Zoe durante uno spettacolo al circo. Quando crescono, Owen si propone a Zoe con un naso rosso da un clown nel mezzo della pista del circo. Tutti gli artisti sono inizialmente eccitati, fino a quando il padre di Zoe, il signor Woodley, convince Owen a venire a lavorare nella sua fabbrica di biscotti per cani (per dimostrare il suo valore come suocero), dove gli viene assegnato il ruolo di assaggiatore. Nel frattempo, Horatio, il cui successo si è esaurito dalla scelta di Bob, s'intrufola nel circo di notte, cercando di trovare il segreto degli animali magici. Ma viene scoperto dai due animali del circo, il Bloodhound Blue e la gatta Zena, e accidentalmente appicca un incendio. Owen in seguito scopre che Bob e Talia sono morti nell'incendio, e lui e Zoe (ormai diventata moglie), insieme alla loro figlia Mackenzie, partecipano al loro funerale. Horatio fa una visita inaspettata, annunciando che prenderà il controllo del circo a causa dell'apparente "tradimento" di Bob per aver scelto Talia anziché lui anni prima. Horatio e i suoi scagnozzi litigano con gli artisti, costringendo Owen e la sua famiglia a lasciare il circo.
Prima che gli Huntington se ne vadano, Blu e Zena danno loro la misteriosa scatola che ha dato il via al circo. In auto, Owen scopre che la scatola misteriosa contiene biscotti a forma di animali. Durante una sosta, Owen ne mangia inavvertitamente uno e si trasforma in un criceto. Per capire il perché, tornano al circo dopo aver trovato un messaggio che spiega il potere dei biscotti. Grazie al clown Chesterfield, scoprono che i  Biscoanimali sono il segreto del circo; trasformano chiunque nell'animale che mangiano e che rimarrà sempre pieno di una quantità illimitata di animali, ma c'è solo un biscotto a forma di umano per ciascuno per riportarlo alla normalità, concludendo che grazie a ciò erediteranno il circo. Mentre Zoe è eccitata, Owen, che vuole ancora dimostrare il suo valore al signor Woodley, è riluttante e decide di rimanere a lavorare alla fabbrica di biscotti per cani. Continua il suo lavoro lì mentre Zoe resta col circo. Il signor Woodley, arrabbiato per il fatto che sua figlia abbia lasciato il lavoro, decide di affidare al suo collega, l'egoista sabotatore Brock, il ruolo di suo successore.
Zoe convince Owen a venire alla grande riapertura del Circo degli animali fantastici di Buffalo Bob. Tuttavia, si rivela un disastro quando il pubblico scopre che non ci sono animali. All'inizio Owen è riluttante a fare qualsiasi cosa, sapendo di non essere un artista, ma viene convinto da Mackenzie, dagli altri artisti e dal pubblico deluso. Mentre all'inizio sospetta di eseguire acrobazie in forma animale, finisce per apprezzarlo, e alla fine della giornata, Owen decide di lasciare la fabbrica di biscotti per cani, dichiarando che il circo è la sua famiglia. Tuttavia, mentre finisce di imballare in fabbrica, Brock prende la scatola dei Biscoanimali, ne mangia inconsapevolmente uno e si trasforma in un babbuino.
Per raggiungere Brock, Owen si trasforma in un leone, ma Brock cade da una finestra, dove uno degli scagnozzi di Horatio, Mario Zucchini, prende la scatola prima che Owen esca e lo spaventa, costringendolo a lasciarla alle spalle e a portarsi via un Brock privo di sensi.
Tornando a casa, Owen scopre di aver perso il suo biscotto a forma di umano, il che significa che resterà un animale per sempre. Zoe non lo accetta, ma spera che Owen possa adattarsi alla vita come un certo animale. L'impiegata di Woodley, Binkley, che ha cercato di inventare un nuovo tipo di biscotto per cani, scopre i Biscoanimali magici e convince il signor Woodley ad andare al circo per vedere la sua famiglia. Passano settimane, e Owen non riesce a trovare un animale adatto a cui rimanere, e il suo rapporto con la sua famiglia inizia a farsi complicato. Una notte, durante uno spettacolo al circo, Horatio arriva con il biscotto umano di Owen, offrendosi di riportarlo alla normalità fintanto che gli darà in cambio il circo. Owen rifiuta, credendo che rimarrà un animale finché terrà unita la sua famiglia. Arrabbiato, Horatio costringe Owen ad accordarsi, portando anche i suoi scagnozzi, ora mutati in ibridi animali dai pezzi rotti di Biscoanimali portati da Mario, insieme al biscotto a forma di umano.
Gli artisti del circo scoprono la presenza di Horatio subito dopo e uniscono le forze per fermare gli scagnozzi e restituire a Owen la scatola. Tuttavia, Horatio, insoddisfatto di come usare i Biscoanimali, mangia i biscotti rotti rimanenti, fino a  trasformarsi in una chimera gigante. Blu e Zena si rivelano poi essere Bob e Talia; spiegano che sono sfuggiti all'incendio, ma i loro biscotti umani sono stati distrutti, il che significa che non potranno mai più essere umani. Chiedono a Horatio di smettere e di riscattarsi per le sue cattive azioni. Horatio rifiuta e vola in aria con loro. Owen, Zoe e Mackenzie corrono a salvare Bob e Talia e catturano Horatio e i suoi scagnozzi, con Owen che trasforma il primo in un criceto come punizione. Il signor Woodley, che ha visto lo spettacolo, rivaluta le sue opinioni sul circo e consente a Owen e Zoe di continuare a lavorare lì. Lui e Binkley decidono di rielaborare gli esperimenti falliti sui biscotti per cani in un nuovo souvenir da circo; biscotti che trasformano temporaneamente la pelle di chi li mangia in manti animali. Owen e Zoe ora lavorano felicemente al circo, con Owen che sale ancora una volta sul palco sotto una nuova forma: un drago che si esibisce in numeri di fuoco.

## Produzione
Il budget del film è stato di 17 milioni di dollari.

## Colonna sonora
La colonna sonora originale del film è composta da Bear McCreary e contiene anche canzoni originali di Toad the Wet Sprocket, Huey Lewis and the News, Howard Jones e Michael Bublé

## Promozione
Il primo teaser pubblicitario del film viene diffuso il 23 luglio 2014, mentre il primo trailer viene diffuso il 18 luglio 2017.

## Distribuzione
La pellicola è stata presentata in concorso all'Annecy International Animated Film Festival il 12 giugno 2017.
È stato distribuito su Netflix il 24 luglio 2020.

## Riconoscimenti
- 2021 - Critics Choice Super Awards[7]
  - Candidatura per il miglior doppiatore in un film d'animazione a John Krasinski

## Altri media
Insieme al film, viene pubblicata anche una graphic novel per ragazzi basata sulla pellicola, distribuita da Barnes & Noble e Amazon dal marzo 2017.